# 卡夫雷罗
卡夫雷罗，是西班牙埃斯特雷马杜拉卡塞雷斯省的一个市镇。总面积7平方公里，总人口408人（2001年），人口密度58人/平方公里。